# Stratyn Stary
Stratyn, Stratyn Stary, Stratyn-Wieś (ukr. Стратин-Село) – dawna wieś, od 1932 wschodnia część wsi Stratyn (dawniej miasteczka) na Ukrainie w obwodzie iwanofrankiwskim (rejon rohatyński). Stratyn Stary stanowi nadal geograficznie odrębną jednostkę osadniczą względem Stratyna Nowego, a łaczy je tylko jedna droga.

## Historia
Stratyn (Stary) to dawna wieś, położona na lewym brzegu potoku Studennego, na przeciw prawobrzeżnego miasteczka Stratyna, także nazywanego Stratynem Nowym lub Nowostratynem. W XIX wieku stanowił odrębna gminę jednostkową Stratyn Dorf w Bezirk Rohatyn, liczącą w 1854 roku 784 mieszkańców, a od 1867 w powiecie rohatyńskim.
W II Rzeczypospolitej gmina jednostkowa w powiecie rohatyńskim województwa stanisławowskieego. W 1921 roku liczył 1509 mieszkańców (w przeciwieństwie miasteczko Stratyn-Miasto liczyło zaledwie 373 mieszkańców). 1 października 1932 gminę Stratyn-Wieś zniesiono i połączono ze zniesioną gminą Stratyn-Miasto, tworząc jedną gminę Stratyn, która w 1934 weszła w skład nowej zbiorowej gminy Puków. Po wojnie w ZSRR.